# Anthrodillo perkeo
Anthrodillo perkeo là một loài chân đều trong họ Armadillidae. Loài này được Verhoeff miêu tả khoa học năm 1946.